# Márfa
Márfa là một thị trấn thuộc hạt Baranya, Hungary. Thị trấn này có diện tích 4,09 km², dân số năm 2010 là 217 người, mật độ 53 người/km².